# Citronella
Citronella là một chi thực vật có hoa trong họ Cardiopteridaceae.

## Loài
Chi Citronella gồm các loài: